# Classe Miaoli
Ne doit pas être confondu avec Miaoli.
La classe Miaoli est une classe de patrouilleur de la garde côtière de Taïwan.

## Historique
La classe Miaoli est affectée aux missions de patrouille garde-côtière.
Elle fait l'objet d'un contrat de quatre navires.
La fabrication est assurée par Jong Shyn Shipbuilding Company (en), sur son site de Kaohsiung.
Le premier exemplaire de cette classe de navire est livré en 2014 à la garde côtière de Taïwan, le second en 2015, et les deux derniers sont mis en service en septembre 2016.

## Caractéristiques
Les navires de classe Miaoli, longs de 87,60 m et larges de 12,80 m, ont un déplacement à pleine charge de 1 888,99 tonnes pour un déplacement nominal de 1 000 tonnes. Avec une double propulsion de 7 280 kW et un rayon d'action de 6 000 milles marins, ils peuvent naviguer à une vitesse maximale de 24 nœuds.
Le navire est équipé d'un canon à eau à haute pression d'une portée de 120 m à haute pression dans le cadre de ses activités de patrouille, et intègre une tourelle de canon de 40 mm, un canon automatisé de 20 mm ; les deux derniers exemplaires ne comportent néanmoins pas du canon de 40 mm.
La conception permet au navire d'être converti en navire de combat. Il permet l'atterrissage d'hélicoptères de 5 tonnes.

## Liste des navires
- Miaoli CG131[3]
- Taoyuan CG132[4]
- Taitung CG133[5]
- Pingtung CG135[Note 1],[7]

Le numéro de coque est traditionnellement lié à la valeur de déplacement à pleine charge ; la classe Miaoli ne suit pas cette logique.

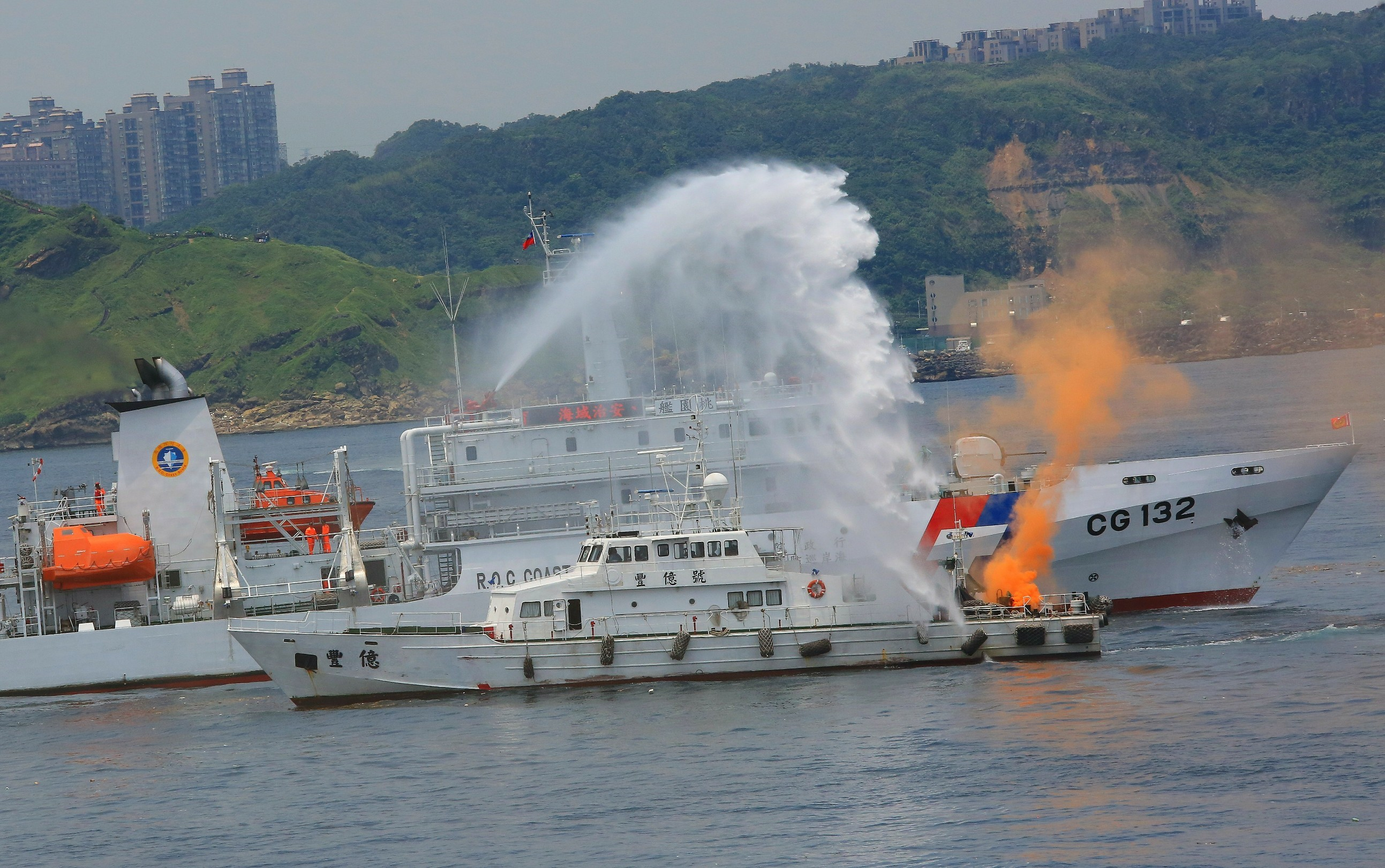
Taoyuan CG132.
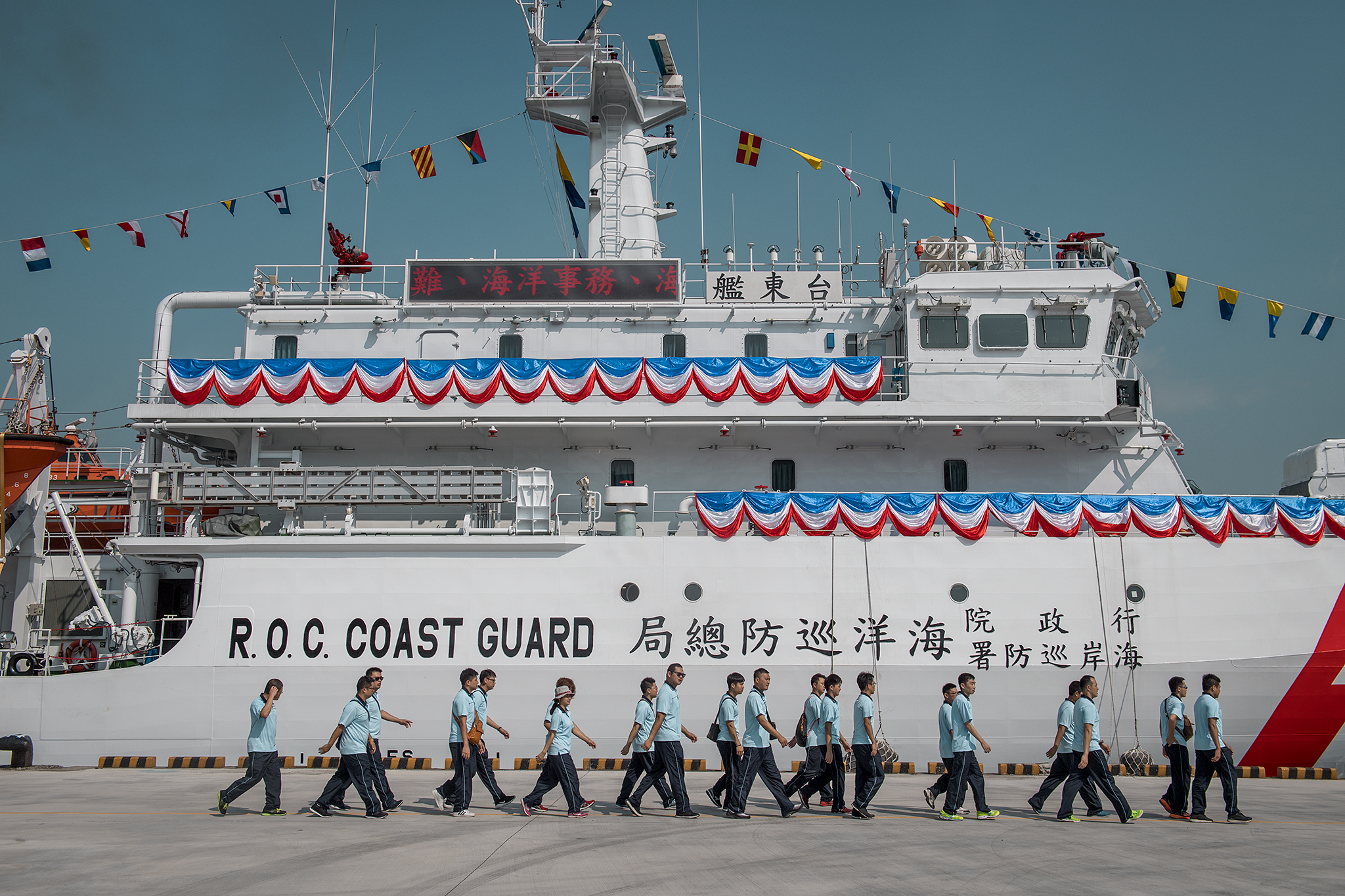
Taitung CG133.
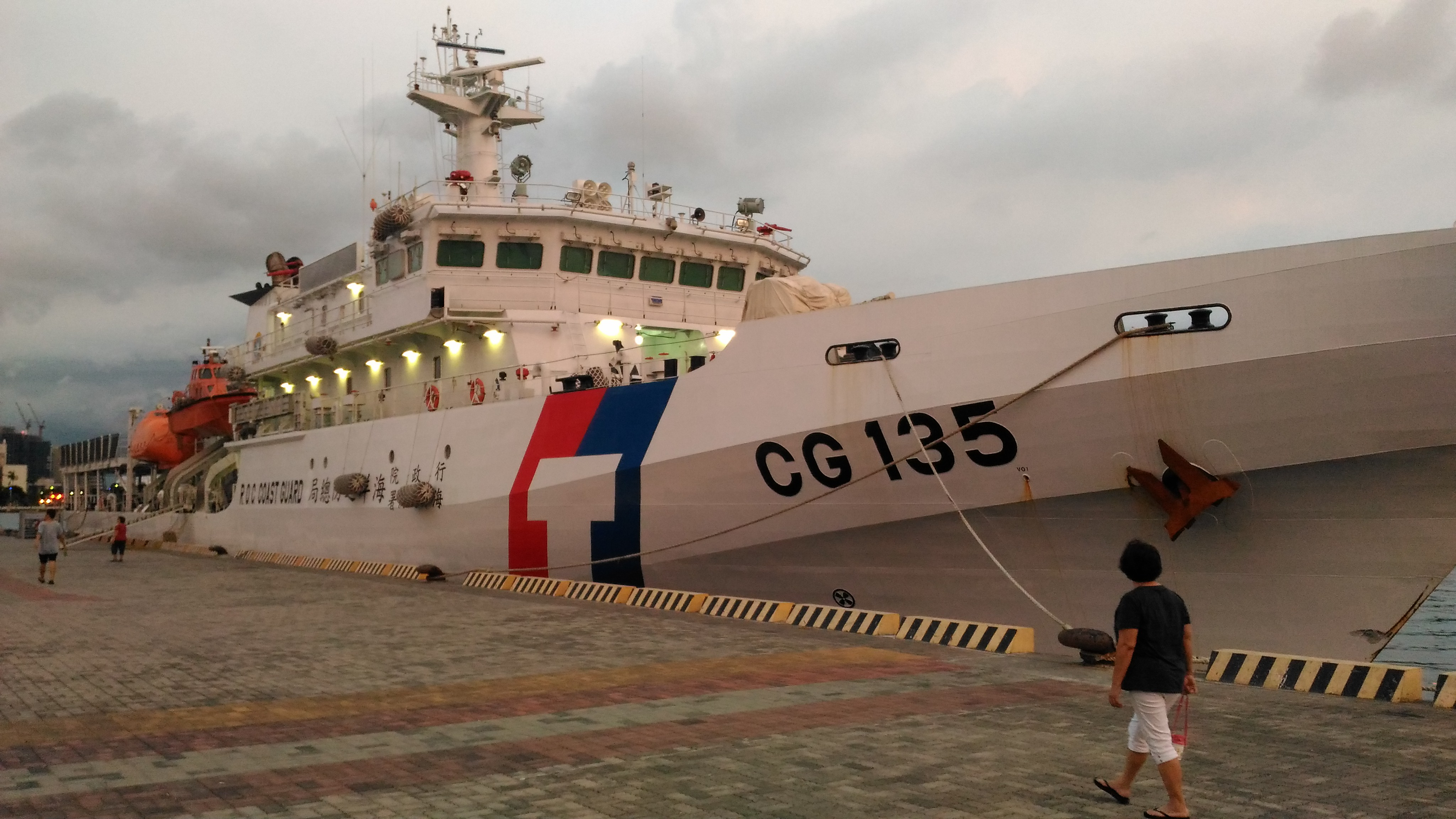
Pingtung CG135.